# イシャーウッド (DD-520)
イシャーウッド (Isherwood, DD-520) は、アメリカ海軍の駆逐艦。フレッチャー級駆逐艦の1隻。
艦名はベンジャミン・F・イシャーウッド少将にちなむ。その名を持つ艦としては2隻目。

## 艦歴
ニューヨーク州スタテンアイランドのベスレヘム造船にて起工され、1942年11月24日に進水、1943年4月12日に就役した。
就役後、メイン州カスコ湾とキューバのグアンタナモ湾沖で試運転を行い、その後ニューファンドランドにて哨戒および護衛任務に従事した。1943年8月5日には軍隊輸送船として運用されていた「クイーン・メリー」とともにイギリスに向かい、8月19日にスカパ・フローに入港、イギリスの本国艦隊と合流しドイツの戦艦「ティルピッツ」を捜索するためスヴァールバル諸島を哨戒した。「イシャーウッド」は1943年9月14日にイギリスを発ち、9月29日に輸送船団とともにボストンに戻った。
その後太平洋における作戦に運用されることとなり、11月14日にボストンを出港、サンフランシスコを経由して真珠湾に向かい、アリューシャン列島にて第94任務部隊（TF94）とともにアラスカ海域の対潜掃海作戦に従事した。1944年6月には千島列島の砲撃に参加し、8月15日に整備のためサンフランシスコに戻った。

### フィリピン侵攻
「イシャーウッド」はフィリピン侵攻作戦に参加するため1944年8月26日に真珠湾に向けて出港した。10月4日にマヌス島に到着し、10月20日に突撃部隊とともにレイテ湾に入港、作戦の最初の数日間は護衛と哨戒任務を遂行した。また砲撃支援と夜間の照明射撃も行った。10月23日から26日にかけてのレイテ沖海戦に参加した後、11月には前線からフィリピンへの輸送船団を護衛した。
フィリピンにおける次の侵攻作戦はリンガエン湾上陸作戦であった。セオドア・S・ウィルキンソン提督のリンガエン攻撃部隊とマヌス島で合流し、レイテからリンガエンへ向かった。航行中は神風特別攻撃隊による絶え間ない攻撃を受けたが、侵攻を阻止することはできなかった。「イシャーウッド」はリンガエン湾に到着するまでに少なくとも1機の特攻機を撃墜し、他の特攻機の撃墜を支援した。上陸の際には揚陸艇を監視し、1945年1月11日、帰還する一団とともにレイテへ戻った。1月29日および30日のにはルソン島に戻り、サンアントニオとスービック湾の上陸作戦を支援した。3月中旬までフィリピンにて対潜水艦の護衛と哨戒を行った。

### 沖縄侵攻
「イシャーウッド」は1945年3月21日に沖縄戦に参加すべく出港し、沖縄本島への攻撃に備え慶良間諸島への上陸作戦に参加した。沖縄への上陸作戦は太平洋戦争における最大の陸海共同作戦となり、「イシャーウッド」は主に火力支援任務に就き、伊江島沖で被災した駆逐艦「プリングル」と「ラフィー」を支援するために派遣された。4月16日の午後、「イシャーウッド」は「ラフィー」の任務を引き継ぎ、戦闘機哨戒艦としてレーダーピケット任務に就いた。
その後の数日間、「イシャーウッド」は日本の特攻機による激しい空襲を受けた。4月22日の夕刻、停泊中の「イシャーウッド」3番砲架に特攻機が突入。ある退役軍人は特攻機のパイロットを「馬に乗った騎手」のようだと評した。九九式艦上爆撃機の250キロ爆弾によって多くの火災が発生し、船尾の爆雷ラックにも火の手が及んだ。この火災により爆雷に引火、後部の機関室に大きな損害を与えた。80名以上の死傷者、行方不明者を出して慶良間諸島に戻った。
「イシャーウッド」は第二次世界大戦の戦功により5個の従軍星章を受章した。

### 終戦後
「イシャーウッド」は修理のためウルシー環礁を経由し6月3日にサンフランシスコに入港した。太平洋戦争終結と同時にオーバーホールを終え、訓練演習の後、ニューヨークに向かった。海軍記念日の式典に参加した後、チャールストンに向かい、1946年2月1日に退役、大西洋予備艦隊に編入された。
1951年4月5日に再就役し、カリブ海でのシェイクダウンと訓練の後、8月6日に新しい母港であるニューポート海軍基地に入港した。1951年末までジャクソンビル沖での航空機警備任務とナラガンセット湾での作戦に従事した。1952年には第6艦隊とともに地中海巡航に出港し、平和維持活動を支援するため様々な港を訪問した。
1961年9月11日に退役、1961年10月8日にペルーへ貸与され、「アルミランテ・ギース (BAP Almirante Guise, DD-72) 」へ改名された。1981年にスクラップとして解体された。 